# What Is Love (Haddaway-dal)
A What Is Love című dal a trinidad-német származású Haddaway debütáló kislemeze a The Album című 1993-ban megjelent első stúdióalbumról. A dalt írta Dee Dee Halligan (Dieter Lünstedt a.k.a. Tony Hendrik) és Junior Torello. A dalt a Coconut kiadó jelentette meg.
A dal az Egyesült Királyságban és Németországban 2. helyezést ért el, azonban 13 másik országban első helyezett volt. A dal 1993 augusztus 28-án 87. helyezést ért el megjelenése napján, a Hot 100-as listán a 11. helyezést érte el az Egyesült Államokban, Ausztráliában 12. helyig jutott 1994 márciusában. A kislemezt a világon 2.6 millió példányban értékesítették.

## Megjelenések
CD Maxi  Németország Coconut 74321 12486 2
1. What Is Love (7" Mix) – 4:31
2. What Is Love (12" Mix) – 6:42
3. What Is Love (Club Mix) – 5:02
4. Sing About Love – 4:40

7"  Hollandia Coconut 74321 12486 7
- What Is Love – 4:28
- Sing About Love – 3:12

12" remix  Spanyolország Coconut 74321139661
- A What Is Love (Eat-This-Mix) – 6:54
- B1 What Is Love (Tour De Trance-Mix) – 6:00
- B2 What Is Love (7"-Mix) – 4:27

## Slágerlistás helyezések és eladások
| Kislemezlista (1993)                             | Legjobb helyezés |
| ------------------------------------------------ | ---------------- |
| Ausztrália (ARIA)                                | 12               |
| Ausztria (Ö3 Austria Top 40)                     | 1                |
| Belgium (VRT Top 30 Flandria)                    | 1                |
| Kanada (RPM)                                     | 17               |
| Kanada Dance (RPM)                               | 2                |
| Finnország (Suomen virallinen lista)             | 1                |
| Franciaország (SNEP)                             | 1                |
| Németország (Media Control Charts)               | 2                |
| Írország (IRMA)                                  | 1                |
| Olaszország (FIMI)                               | 1                |
| Japán (Oricon)                                   | 12               |
| Hollandia (Dutch Top 40)                         | 1                |
| Új-Zealand (RIANZ)                               | 48               |
| Norvégia (VG-lista)                              | 1                |
| Spanyolország (Productores de Música de España)  | 1                |
| Svédország (Sverigetopplistan)                   | 2                |
| Svájc (Schweizer Hitparade)                      | 1                |
| Egyesült Királyság (The Official Charts Company) | 2                |
| US Billboard Hot 100                             | 11               |
| Billboard Pop Songs                              | 4                |
| Billboard Hot Dance Club Songs                   | 9                |
| Kislemezlista (1993)1                            | Legjobb helyezés |
| Svájc (Schweizer Hitparade)                      | 15               |
| Kislemezlista(2003)2                             | Legjobb helyezés |
| Ausztria (Ö3 Austria Top 40)                     | 49               |
| Dánia (Tracklisten)                              | 20               |
| Hollandia (Mega Top 100)                         | 100              |
| Németország (Media Control Charts)               | 51               |
| Svájc (Schweizer Hitparade)                      | 92               |
| Kislemezlista (2009)3                            | Legjobb helyezés |
| Ausztria (Ö3 Austria Top 40)                     | 37               |
| Belgium (Flandria) (Ultratop)                    | 41               |
| Franciaország (SNEP)                             | 5                |
| Svédország (Sverigetopplistan)                   | 49               |

| Kislemezlista (1993)                             | Helyezés |
| ------------------------------------------------ | -------- |
| Ausztria (Ö3 Austria Top 40)                     | 3        |
| Kanada Dance (RPM)                               | 2        |
| Hollandia (Dutch Top 40)                         | 2        |
| Svájc (Schweizer Hitparade)                      | 2        |
| Egyesült Királyság (The Official Charts Company) | 8        |
| Billboard Hot 100                                | 82       |
| Kislemezlista (1994)                             | Helyezés |
| Billboard Hot 100                                | 97       |

| Ország             | Minősítés | Dátum             | Eladások |
| ------------------ | --------- | ----------------- | -------- |
| Ausztria           | Platina   | 1993. október 19. | 30 000   |
| Németország        | Platina   | 1993              | 500 000  |
| Svédország         | Arany     | 1993. július 19.  | 10 000   |
| Egyesült Királyság | Arany     | 1993. július 1.   | 400 000  |
| Egyesült Államok   | Arany     | 1993. november 9. | 500 000  |

## A popkultúrában
A dal a Saturday Night Live The Roxbury Guys című jeleneteiben hangzott el. A szkeccsek alapján készült és 1998-ban bemutatott Diszkópatkányok című filmvígjáték tette közismertté.

## Feldolgozások
- 2006-ban a finn metál együttes, a Leningrad Cowboys Zombies Paradise című albumára dolgozta fel a dalt.
- 2007-ben, a The Gossip elnevezésű indie együttes készítette el saját változatát, énekesük, Beth Ditto viszont kissé változtatott a szövegen.[40]
- 2009-ben , Diane Birch teljesen átrendezte a dalt,[41][42] a 2010-es [Billboard Magazine Mashup Monday]-be is bekerült.[43]
- 2010-ben, Eminem No Love című dalába is sample-ként került be, melyen Lil Wayne rapper is közreműködött (a 2010-es Recovery-re került fel).
- 2010-ben a svéd E.M.D. egy zongorás változatot adott ki a Rewind című albumuk második kislemezeként.[44]
- 2012-ben Daniella Pick izraeli énekesnő adta ki a dal feldolgozott változatát.[45]
- 2012-ben az ír Genevieve is felvette saját változatát.[46]
- 2012-ben floppy meghajtókkal készített változat került fel YouTube-ra.[47]
- 2012-ben Paige Thomas, az X Factor második évadjának versenyzője adta elő sajátos dance-pop stílusban.[48]

## Fordítás
- Ez a szócikk részben vagy egészben  a   What Is Love (Haddaway song) című angol Wikipédia-szócikk fordításán alapul.  Az eredeti cikk szerkesztőit annak laptörténete sorolja fel. Ez a jelzés csupán a megfogalmazás eredetét és a szerzői jogokat jelzi, nem szolgál a cikkben szereplő információk forrásmegjelöléseként.